# Двуивичест турилик
Двуивичест турилик (Burhinus bistriatus) е вид птица от семейство Burhinidae.

## Разпространение и местообитание
Разпространен е в Бахамските острови, Бразилия, Венецуела, Гватемала, Гвиана, Доминиканската република, Колумбия, Коста Рика, Мексико, Никарагуа, Салвадор, САЩ, Тринидад и Тобаго, Хаити и Хондурас.